# Wait But Why

Wait But Why (WBW) est un site fondé par Tim Urban et Andrew Finn et écrit et illustré par Tim Urban. Le site couvre un large éventail de sujets sous la forme de longs articles de blog. Le contenu a été publié sur The Huffington Post, Lifehacker, ainsi que référencé sur d'autres sites,. Typiquement, les articles sont de longues explications sur des sujets variés, incluant l'intelligence artificielle, l'espace, et la procrastination en utilisant une combinaison de prose et d'illustrations,.
En juin 2015, Elon Musk demanda à Tim Urban si celui-ci souhaiterait écrire à propos de ses entreprises et des industries dans lesquelles elles évoluaient, conduisant à une série d'articles en quatre parties de Wait But Why sur Elon Musk et ses entreprises,. Tim Urban interviewa Musk à de nombreuses reprises, et les deux discutèrent de l'importance d'un  transport durable, de l'énergie solaire,, et de l'avenir de l'exploration spatiale.
En février 2016, Tim Urban donna une conférence TED sur la procrastination.
En 2020, la version française de Wait But Why a vu le jour grâce au travail de traduction d'une poignée de bénévoles: Attendsmaispourquoi.fr